# Super 4 de balonmano masculino de la FeMeBal de 2017
Super 4, es un torneo de balonmano organizado por la FeMeBal al cierre de temporada (en Argentina el calendario deportivo comienza en enero y finaliza en diciembre, a diferencia de Europa). En la versión del 2017 participaron los equipos mejores posicionados del Torneo Clausura de las categorías Cadetes A, Juveniles A (rama femenina y masculina) y Liga de Honor (solamente rama masculina debido a la superposición con el Campeonato Mundial de Balonmano Femenino de 2017).

## Formato
Se jugó una llave de semifinales a eliminación directa a un partido con sede única para todo la competición. Fueron clasificados los equipos que resultaron del 1º al 4º puesto del Torneo Clausura. Solamente en la categoría Liga de Honor, se jugó una fase clasificatoria previa denominada "Super 7" en la cual se enfrentaron los equipos resultantes del 2º al 7º puesto del Torneo Clausura (también a eliminación directa, una especia de cuartos de final de 6 participantes) para luego encontrarse los 3 equipos ganadores con el clasificado como 1º (este equipo recibe el beneficio de saltearse esta fase y entrar directamente al Súper 4).

## Liga de Honor Caballeros

### Llave
|  | Super 7         | Super 7         | Super 7         |                 |           | Super 4   | Super 4 | Super 4 |           |                 | Final           | Final        | Final |  |
|  |                 |                 |                 |                 |           |           |         |         |           |                 |                 |              |       |  |
|  |                 |                 |                 |                 |           |           |         |         |           |                 |                 |              |       |  |
|  | 2 Dorrego       | 2 Dorrego       | 25              |                 |           |           |         |         |           |                 |                 |              |       |  |
|  | 2 Dorrego       | 2 Dorrego       | 25              |                 |           |           |         |         |           |                 |                 |              |       |  |
|  | 7 AACF Quilmes  | 7 AACF Quilmes  | 19              |                 |           |           |         |         |           |                 |                 |              |       |  |
|  | 7 AACF Quilmes  | 7 AACF Quilmes  | 19              |                 | 2 Dorrego | 2 Dorrego | 26      |         |           |                 |                 |              |       |  |
|  |                 |                 |                 |                 | 2 Dorrego | 2 Dorrego | 26      |         |           |                 |                 |              |       |  |
|  |                 |                 | 3 SAG Ballester | 3 SAG Ballester | 28        |           |         |         |           |                 |                 |              |       |  |
|  | 3 SAG Ballester | 3 SAG Ballester | 3 SAG Ballester | 3 SAG Ballester | 28        | 32        |         |         |           |                 |                 |              |       |  |
|  | 3 SAG Ballester | 3 SAG Ballester |                 |                 |           |           |         |         |           |                 |                 |              |       |  |
|  | 6 SEDALO        | 6 SEDALO        | 30              |                 |           |           |         |         |           |                 |                 |              |       |  |
|  | 6 SEDALO        | 6 SEDALO        | 30              |                 |           |           |         |         |           | 3 SAG Ballester | 3 SAG Ballester | 29           |       |  |
|  |                 |                 |                 |                 |           |           |         |         |           | 3 SAG Ballester | 3 SAG Ballester | 29           |       |  |
|  |                 |                 | 1 UNLu          | 1 UNLu          | 27        |           |         |         |           |                 |                 |              |       |  |
|  | 4 Ferro         | 4 Ferro         | 1 UNLu          | 1 UNLu          | 27        | 24        |         |         |           |                 |                 |              |       |  |
|  | 4 Ferro         | 4 Ferro         |                 |                 |           |           |         |         |           |                 |                 |              |       |  |
|  | 5 River         | 5 River         | 23              |                 |           |           |         |         |           |                 |                 |              |       |  |
|  | 5 River         | 5 River         | 23              |                 | 4 Ferro   | 4 Ferro   | 21      |         |           | Tercer lugar    | Tercer lugar    | Tercer lugar |       |  |
|  |                 |                 |                 |                 | 4 Ferro   | 4 Ferro   | 21      |         |           | Tercer lugar    | Tercer lugar    | Tercer lugar |       |  |
|  |                 |                 | 1 UNLu          | 1 UNLu          | 28        |           |         |         |           |                 |                 |              |       |  |
|  |                 |                 | 1 UNLu          | 1 UNLu          | 28        |           |         |         | 2 Dorrego | 2 Dorrego       | 25              |              |       |  |
|  |                 |                 |                 |                 |           |           |         |         | 2 Dorrego | 2 Dorrego       | 25              |              |       |  |
|  |                 |                 |                 |                 |           |           |         |         |           |                 | 4 Ferro         | 4 Ferro      | 17    |  |
|  |                 |                 |                 |                 |           |           |         |         |           |                 | 4 Ferro         | 4 Ferro      | 17    |  |
|  |                 |                 |                 |                 |           |           |         |         |           |                 |                 |              |       |  |

### Partidos

#### Súper 7
| Super 4 2017 Super 7; 3 de diciembre de 2017 | Dorrego 2           | 25 - 19             | 7 AACF Quilmes         | SAG Lomas, Buenos Aires                                  |                                                          |
| 11:00                                        | x2 x1 · Domínguez 5 | ( 10 - 11 ) Reporte | x3 x3 x1 · Deschamps 4 | Asistencia: 400 espectadores Árbitro(s): Delgado, Burgos | Asistencia: 400 espectadores Árbitro(s): Delgado, Burgos |

| Super 4 2017 Super 7; 3 de diciembre de 2017 | SAG Ballester 3     | 32 - 30             | 6 S.E.D.A.L.O           | SAG Lomas, Buenos Aires                                 |                                                         |
| 15:00                                        | x2 x5 · Cánepa S. 7 | ( 15 - 16 ) Reporte | x3 x5 x2 x1 · Morello 6 | Asistencia: 300 espectadores Árbitro(s): Álvarez, Klein | Asistencia: 300 espectadores Árbitro(s): Álvarez, Klein |

| Super 4 2017 Super 7; 3 de diciembre de 2017 | Ferro 4            | 24 - 23             | 5 River        | SAG Lomas, Buenos Aires                                       |                                                               |
| 21:00                                        | x3 x5 · Crivelli 9 | ( 10 - 11 ) Reporte | x3 x7 · Lima 5 | Asistencia: 500 espectadores Árbitro(s): Paolantoni, Zanikian | Asistencia: 500 espectadores Árbitro(s): Paolantoni, Zanikian |

#### Súper 4
| Super 4 2017 Semifinales; 8 de diciembre de 2017 | Dorrego 2           | 26 - 28             | 3 SAG Ballester    | SAG Lomas, Buenos Aires                                    |                                                            |
| 16:30                                            | x1 x3 · Baronetto 9 | ( 10 - 15 ) Reporte | x2 x3 · Kogovsek 5 | Asistencia: 600 espectadores Árbitro(s): Salguero, Casella | Asistencia: 600 espectadores Árbitro(s): Salguero, Casella |

| Super 4 2017 Semifinales; 8 de diciembre de 2017 | UNLu (Handball) 1    | 28 - 21             | 4 Ferro        | SAG Lomas, Buenos Aires                                  |                                                          |
| 18:30                                            | x1 x5 x2 · Pizarro 9 | ( 13 - 11 ) Reporte | x5 · Taurian 5 | Asistencia: 700 espectadores Árbitro(s): Delgado, Burgos | Asistencia: 700 espectadores Árbitro(s): Delgado, Burgos |

#### Tercer Puesto
| Super 4 2017 Tercer puesto; 10 de diciembre de 2017 | Dorrego 2           | 25 - 17            | 4 Ferro           | SAG Lomas, Buenos Aires            |                                    |
| 11:00                                               | x2 x4 · Baronetto 7 | ( 14 - 8 ) Reporte | x1 x3 · Taurian 4 | Árbitro(s): Hermanutz, Islemeciyan | Árbitro(s): Hermanutz, Islemeciyan |

#### Final
| Super 4 2017 Final; 10 de diciembre de 2017 | SAG Ballester 3      | 29 - 27             | 1 UNLu                    | SAG Lomas, Buenos Aires   |                           |
| 13:00                                       | x2 x4 · Cánepa S. 11 | ( 16 - 14 ) Reporte | x2 x5 x1 · Fernández F. 9 | Árbitro(s): Marina, Acuña | Árbitro(s): Marina, Acuña |

### Medallero
| UNLu                 | UNLu | SAG Ballester          | SAG Ballester | Dorrego | Dorrego |
| Carlos Diciocco      | AR   | Tomás Villaroel        | AR            |         | AR      |
| Nicolás Vella        | AR   | Tomás Mendieta         | AR            |         | AR      |
| Juan Bar             | AR   | Thomas Werner          | EI            |         | AR      |
| Federico Fernández   | EI   | Matías Scovenna        | LI            |         | EI      |
| Mauro Mignorance     | EI   | Juan Ignacio Filipuzzi | LI            |         | EI      |
| Guido Riccobelli     | LI   | Joaquín Aravena        | LI            |         | LI      |
| Juan Pablo Fernández | CE   | Nicolás Bono           | CE            |         | CE      |
| Sebastián Fernández  | CE   | Gonzalo Bono           | CE            |         | CE      |
| Federico Pizarro     | LD   | Santiago Cánepa        | CE            |         | LD      |
| Gabriel Farías       | LD   | Leonardo Werner        | LD            |         | LD      |
| Ramiro Martínez      | ED   | Lucas Aizen            | LD            |         | ED      |
| Agustín Farías       | ED   | Sean Corning           | ED            |         | ED      |
| Lucas Acetti         | PI   | Andrés Kogovsek        | ED            |         | PI      |
| Patricio Verdino     | PI   | Mariano Cánepa         | PI            |         | PI      |
| Agustín Robert       | PI   | Francisco Facio        | PI            |         | PI      |
| Joaquín Vera         |      | Gastón Rudich          | PI            |         | PI      |
| Pablo Robledo        | DT   | Elio Fernández         | DT            |         | DT      |
|                      |      |                        |               |         |         |

AR = Arquero - EI = Extremo Izquierdo, LI = Lateral Izquierdo, CE = Central, LD = Lateral Derecho, ED = Extremo Derecho, PI = Pivot, DT = Director Técnico

### Estadísticas

#### Goleadores
| P | Nombre                    | Equipo        | G  | PJ | GPP  |
| - | ------------------------- | ------------- | -- | -- | ---- |
| 1 | Santiago Cánepa           | SAG Ballester | 22 | 3  | 7.33 |
| 2 | Santiago Baronetto        | Dorrego       | 19 | 3  | 6.33 |
| 3 | Andrés Kogovsek           | SAG Ballester | 15 | 3  | 5    |
| 4 | Federico Pizarro          | UNLu          | 14 | 2  | 7    |
| 4 | Federico Gastón Fernández | UNLu          | 14 | 2  | 7    |
| 4 | Matías Scovenna           | SAG Ballester | 14 | 3  | 4.66 |
| 7 | Maximiliano Ferro         | Dorrego       | 12 | 3  | 4    |
| 7 | Manuel Crivelli           | Ferro         | 12 | 3  | 4    |
| 7 | Esteban Taurian           | Ferro         | 12 | 3  | 4    |

#### Clasificación General
| Medalla de oro    | SAG Ballester |
| Medalla de plata  | UNLu          |
| Medalla de bronce | Ferro         |
| 4                 | Dorrego       |
| 5                 | River         |
| 5                 | S.E.D.A.L.O.  |
| 5                 | AACF Quilmes  |

## Juveniles
|  | Súper 4       | Súper 4       | Súper 4 |       |               | Final         | Final        | Final        |  |
|  |               |               |         |       |               |               |              |              |  |
|  |               |               |         |       |               |               |              |              |  |
|  | SAG Ballester | SAG Ballester | 21      |       |               |               |              |              |  |
|  | SAG Ballester | SAG Ballester | 21      |       |               |               |              |              |  |
|  | Ferro         | Ferro         | 17      |       |               |               |              |              |  |
|  | Ferro         | Ferro         | 17      |       | SAG Ballester | SAG Ballester | 23           |              |  |
|  |               |               |         |       | SAG Ballester | SAG Ballester | 23           |              |  |
|  |               |               | River   | River | 24            |               |              |              |  |
|  | Ward          | Ward          | River   | River | 24            | 20            |              |              |  |
|  | Ward          | Ward          |         |       |               | 20            |              |              |  |
|  | River         | River         | 21      |       |               | Tercer lugar  | Tercer lugar | Tercer lugar |  |
|  | River         | River         | 21      |       |               | Tercer lugar  | Tercer lugar | Tercer lugar |  |
|  |               |               |         |       |               |               |              |              |  |
|  |               |               |         |       |               | Ferro         | Ferro        | 31           |  |
|  |               |               |         |       |               | Ferro         | Ferro        | 31           |  |
|  |               |               |         |       |               | Ward          | Ward         | 24           |  |
|  |               |               |         |       |               | Ward          | Ward         | 24           |  |
|  |               |               |         |       |               |               |              |              |  |

## Cadetes
|  | Súper 4   | Súper 4   | Súper 4 |       |      | Final        | Final        | Final        |  |
|  |           |           |         |       |      |              |              |              |  |
|  |           |           |         |       |      |              |              |              |  |
|  | WARD      | WARD      | 28      |       |      |              |              |              |  |
|  | WARD      | WARD      | 28      |       |      |              |              |              |  |
|  | ViLo      | ViLo      | 29      |       |      |              |              |              |  |
|  | ViLo      | ViLo      | 29      |       | ViLo | ViLo         | 23           |              |  |
|  |           |           |         |       | ViLo | ViLo         | 23           |              |  |
|  |           |           | Muñiz   | Muñiz | 26   |              |              |              |  |
|  | Muñiz     | Muñiz     | Muñiz   | Muñiz | 26   | 21           |              |              |  |
|  | Muñiz     | Muñiz     |         |       |      | 21           |              |              |  |
|  | SAG Lomas | SAG Lomas | 18      |       |      | Tercer lugar | Tercer lugar | Tercer lugar |  |
|  | SAG Lomas | SAG Lomas | 18      |       |      | Tercer lugar | Tercer lugar | Tercer lugar |  |
|  |           |           |         |       |      |              |              |              |  |
|  |           |           |         |       |      | WARD         | WARD         | 23           |  |
|  |           |           |         |       |      | WARD         | WARD         | 23           |  |
|  |           |           |         |       |      | SAG Lomas    | SAG Lomas    | 17           |  |
|  |           |           |         |       |      | SAG Lomas    | SAG Lomas    | 17           |  |
|  |           |           |         |       |      |              |              |              |  |

- Datos: Q47472524